# 名城線
名城線（日语：／ Meijō sen */?）為連接從日本愛知縣名古屋市中區之金山車站至榮車站、同市內東區之大曾根車站、經由同市千種區之名古屋大學車站後，接回金山車站形成環狀之名古屋市營地下鐵的路線暱稱。本路線是以名古屋市高速度鐵道第2號線之一部分（由大曾根 - 榮 - 金山）及名古屋市高速度鐵道第4號線（大曾根 - 名古屋大學 - 金山）所連接而成的。本路線顏色採用紫色（■）。
所有的車站均可使用manaca（已於2011年2月11日起引進使用）進出。

## 概要
在2004年10月6日時4號線之名古屋大學車站往新瑞橋車站開始加入營運後，由「大曾根站 - 名古屋大學站 - 金山站」間之路線全部開通，並連結2號線「大曾根站 - 榮站 - 金山站」間之路線後，完成了名古屋市營地下鐵第一條之環狀線，這也是日本國內地下鐵中最早開始以環狀模式來運行的路線。為了配合環狀線連結完成後，將環狀部分之暱稱取做「名城線」，支線部分之2號線「金山 - 名古屋港」間之暱稱取做「名港線」。而在亞洲各國之中，以完整的環狀路線運行之地下鐵，本路線是繼北京地鐵2號線之後第2條完成之環狀線。

### 路線資料
- 路線距離（營業距離）：全長 26.4公里
  - 2號線：大曾根－榮－金山間 8.9公里
（2號線全線大曾根－榮－金山－名古屋港間14.9公里）
  - 4號線：大曾根－名古屋大學－金山間 17.5公里
- 軌距：1435毫米
- 站數：28個
- 複線路段：全線
- 電氣化路段：全線（直流600V、第三軌供電）
- 閉塞方式：車內信號式
- 最高速度：65公里/小時

## 營運型態
在名城線中，於運行方向指示內，不同於和其他日本環狀鐵路路線中常見之「外環線」及「內環線」之稱呼，而以「右環線 (clockwise)」及「左環線 (counterclockwise)」的方式來呈現。
基本的運行系統是以「大曾根 - 名古屋大學 - 金山 - 榮 - 大曾根」間之環狀運行（右環線、左環線）為主，還有除了清晨與深夜的時段之外，有直通名港線之列車行駛「名古屋港 - 大曾根、名古屋巨蛋前矢田」間。另外在遇到尖峰時段時，也有行駛名港線與環状線直通之列車。
環狀運行之所需時間為深夜與清晨時段1圈為48分鐘，白天時段1圈為50分鐘，尖峰時段1圈為52分鐘。

## 車站列表
- 所有車站都位於愛知縣名古屋市。
- 金山站起以右環方向記述。
  - 右環：金山站→榮站→大曾根站→本山站→八事站→新瑞橋站→金山站方向
  - 左環：金山站→新瑞橋站→八事站→本山站→大曾根站→榮站→金山站方向
- 八事站－綜合復健中心站間通過天白區，但不設站。

| 車站編號 | 中文站名                        | 日文站名 | 英文站名 | 站間 距離 | 營業 距離 | 接續路線 | 所在地 |
| -------- | ------------------------------- | -------- | -------- | --------- | --------- | --- | ------ |
| M01      | 金山                            |          |          | -         | 0.0       | 名古屋市營地下鐵： 名港線（E01）（直通運行） 東海旅客鐵道： 東海道本線、 中央本線 名古屋鐵道： 名古屋本線（NH34） | 中區   |
| M02      | 東別院 （名視前）               |          |          | 0.7       | 0.7       | | 中區   |
| M03      | 上前津                          |          |          | 0.9       | 1.6       | 名古屋市營地下鐵： 鶴舞線（T09）                                                                                  | 中區   |
| M04      | 矢場町 （松坂屋前）             |          |          | 0.7       | 2.3       | | 中區   |
| M05      | 榮                              |          |          | 0.7       | 3.0       | 名古屋市營地下鐵： 東山線（H10） 名古屋鐵道： 瀨戶線（榮町：ST01）                                                | 中區   |
| M06      | 久屋大通                        |          |          | 0.4       | 3.4       | 名古屋市營地下鐵： 櫻通線（S05）                                                                                  | 中區   |
| M07      | 名古屋城 （縣廳/市役所）        |          |          | 0.9       | 4.3       | | 中區   |
| M08      | 名城公園                        |          |          | 1.1       | 5.4       | | 北區   |
| M09      | 黑川                            |          |          | 1.0       | 6.4       | | 北區   |
| M10      | 志賀本通                        |          |          | 1.0       | 7.4       | | 北區   |
| M11      | 平安通                          |          |          | 0.8       | 8.2       | 名古屋市營地下鐵： 上飯田線（K02）                                                                                | 北區   |
| M12      | 大曾根                          |          |          | 0.7       | 8.9       | 東海旅客鐵道： 中央本線 名古屋鐵道： 瀨戶線（ST06） 名古屋導向巴士：導向巴士志段味線（Y01）                       | 北區   |
| M13      | 名古屋巨蛋前矢田 （名城大學前） |          |          | 0.8       | 9.7       | 名古屋導向巴士：導向巴士志段味線（Y02）                                                                           | 東區   |
| M14      | 砂田橋                          |          |          | 0.9       | 10.6      | 名古屋導向巴士：導向巴士志段味線（Y03）                                                                           | 東區   |
| M15      | 茶屋坂                          |          |          | 0.9       | 11.5      | | 千種區 |
| M16      | 自由丘                          |          |          | 1.2       | 12.7      | | 千種區 |
| M17      | 本山                            |          |          | 1.4       | 14.1      | 名古屋市營地下鐵： 東山線（H16）                                                                                  | 千種區 |
| M18      | 名古屋大學                      |          |          | 1.0       | 15.1      | | 千種區 |
| M19      | 八事日赤                        |          |          | 1.1       | 16.2      | | 昭和區 |
| M20      | 八事                            |          |          | 1.0       | 17.2      | 名古屋市營地下鐵： 鶴舞線（T15）                                                                                  | 昭和區 |
| M21      | 綜合復健中心                    |          |          | 1.3       | 18.5      | | 瑞穗區 |
| M22      | 瑞穗運動場東                    |          |          | 1.0       | 19.5      | | 瑞穗區 |
| M23      | 新瑞橋                          |          |          | 1.2       | 20.7      | 名古屋市營地下鐵： 櫻通線（S14）                                                                                  | 瑞穗區 |
| M24      | 妙音通                          |          |          | 0.7       | 21.4      | | 瑞穗區 |
| M25      | 堀田                            |          |          | 0.8       | 22.2      | | 瑞穗區 |
| M26      | 熱田神宮傳馬町                  |          |          | 1.2       | 23.4      | | 熱田區 |
| M27      | 熱田神宮西                      |          |          | 1.0       | 24.4      | | 熱田區 |
| M28      | 西高藏                          |          |          | 0.9       | 25.3      | | 熱田區 |
| M01      | 金山                            |          |          | 1.1       | 26.4      | （參見本表最上欄）                                                                                                | 中區   |

- 本欄雖以車站編號順序來記載，但正式之起點站2號線與4號線均為大曾根車站。
- 名古屋巨蛋前矢田車站，站名標牌等均以「名古屋巨蛋前 矢田」，中間有空格的方式來表示。